# Грицевичский сельсовет

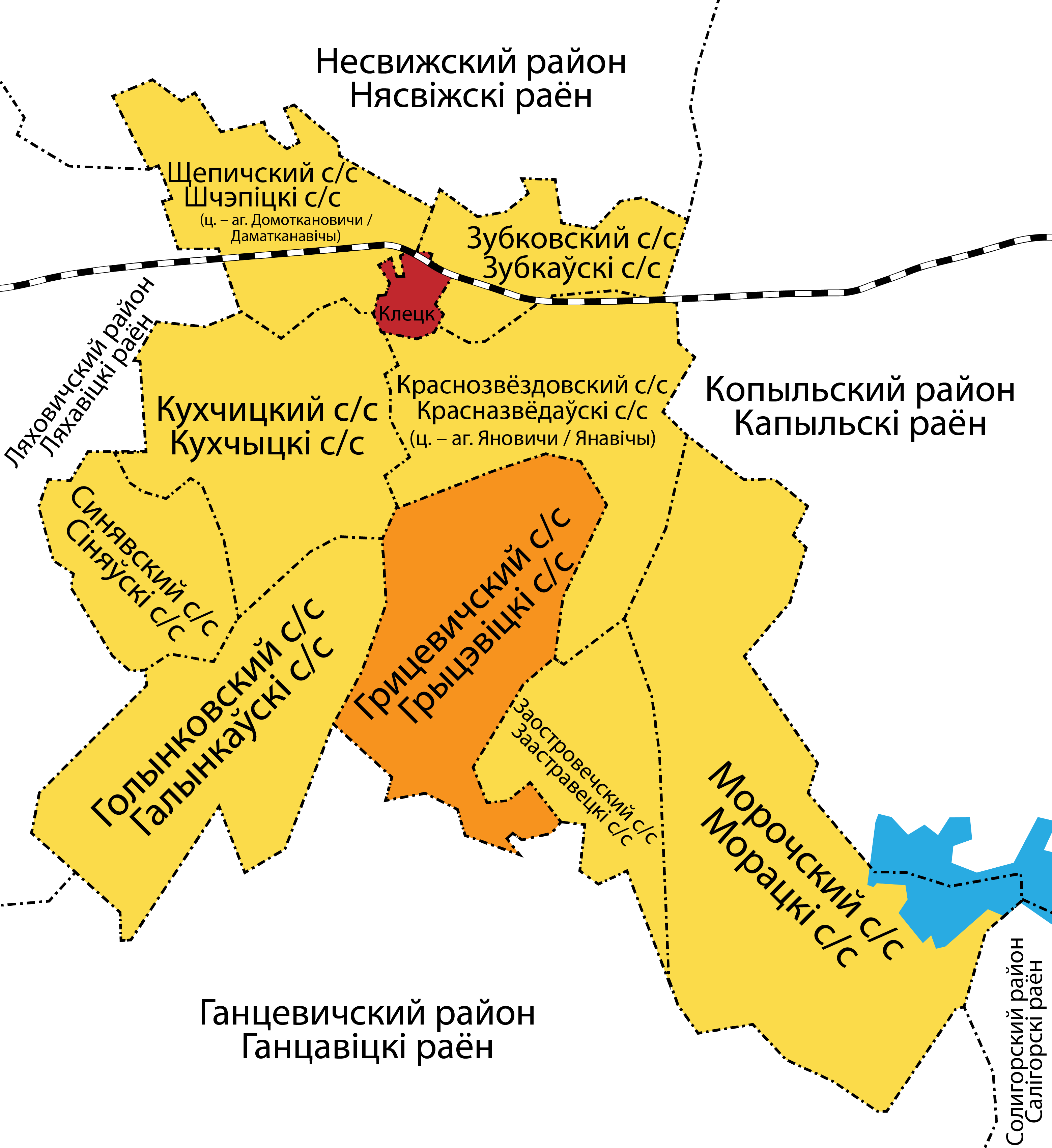
Грицевичский сельсовет на карте-схеме Клецкого района

Грицевичский сельсовет — административная единица на территории Клецкого района Минской области Республики Беларусь. Административный центр — агрогородок Грицевичи.

## История
Сельсовет образован в декабре 1940 года Указом Президиума Верховного Совета БССР. Были проведены выборы в местные Советы депутатов трудящихся и первым председателем сельского Грицевичского Совета стал местный житель Вершков.
Во время Великой Отечественной войны сельсовет приостанавливал свою деятельность, и возобновил её в 1944 году.
С 1948 года по 1952 год на территории сельского Совета было 8 колхозов, которые в марте 1952 года были объединены в один колхоз «Путь к коммунизму» с центром в деревне Грицевичи. В 2003 году колхоз «Путь к коммунизму» переименован в СПК «Грицевичи».
На основании решения Минского областного Совета депутатов от 30 октября 2009 года № 219 «Об изменении административно-территориального устройства Минской области» изменены границы территорий Заостровечского и Грицевичского сельсоветов. Населенные пункты Заостровечского сельсовета Чаша, Орешница, Драбовщина включены в состав Грицевичского сельсовета.

## Состав
Грицевичский сельсовет включает 9 населённых пунктов:
- Воронино — деревня.
- Грицевичи — агрогородок.
- Драбовщина — деревня.
- Заельня — деревня.
- Мервины — деревня.
- Орешница — агрогородок.
- Светлая — деревня.
- Тесновка — деревня.
- Чаша — деревня.

## Производственная сфера
- Сельскохозяйственный производственный кооператив «Грицевичи».

Площадь сельскохозяйственных угодий составляет 5503 га, в том числе 3247 га пашни, сенокосов и пастбищ — 2236 га.

## Социально-культурная сфера
- Государственное учреждение образования «Грицевичская ГОСШ Клецкого района».
- УО «Драбовщинский учебно-педагогический комплекс».
- Детский сад
- Грицевичский сельский Дом культуры, Заельнянская сельская библиотека-клуб, Мервинская сельская библиотека-клуб, Орешницкая библиотека-клуб
- Грицевичская участковая больница, врачебная амбулатория, аптека, Орешницкий ФАП.

## Памятные места
В центре агрогородка Грицевичи в парке похоронены 16 воинов и партизан, которые погибли в годы Великой Отечественной войны. В 1969 году на могиле поставлены памятник-скульптура воина и стела в память о 188 жителях сельсовета, которые погибли в борьбе против немецко-фашистских захватчиков.